# Sauvenièrebron

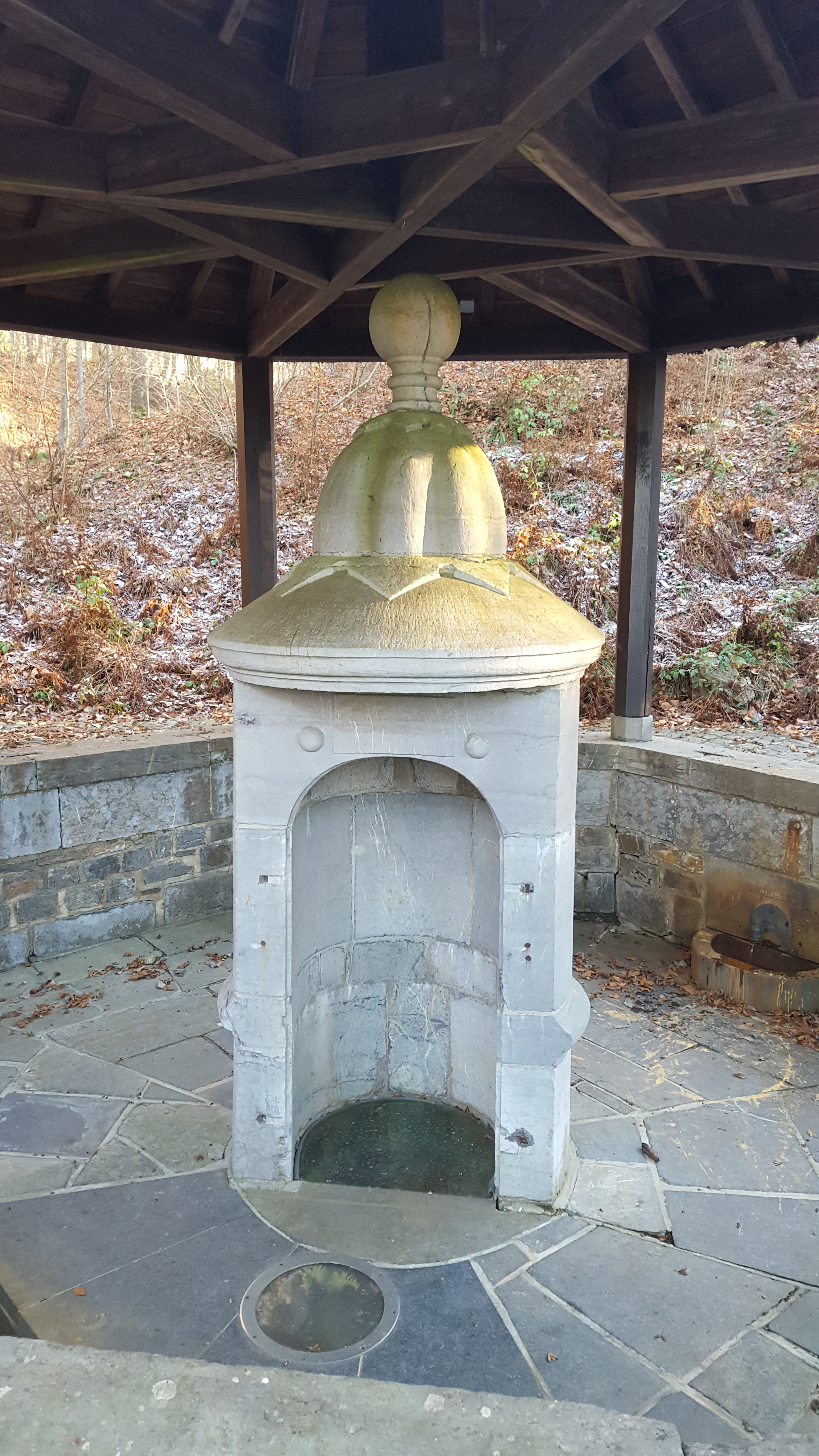
Bronhuisje

De Sauvenièrebron, Sauvenièrefontein of Fontein van Sauvenière (Frans: Source de la Sauvenière of Fontaine de la Sauvenière) is een bron in de Belgische gemeente Spa. De bron ligt ten zuiden van Spa in het bos aan de weg Rue de la Sauvenière, op de plaats waar de Chemin des Fontaines op deze weg uitkomt. Het water van de bron is afkomstig uit het Veen van Malchamps.
Op enkele meters van de Sauvenièrebron ligt de Groesbeekbron.
Aan het andere uiteinde van de Chemin des Fontaines ligt de Géronstèrebron met daar ongeveer 700 meter vandaan de bron Pouhon Pia. Op ongeveer 500 meter naar het zuiden bevindt zich de Koninginnebron.

## Geschiedenis
In de middeleeuwen was deze bron reeds bekend en was toen ontdekt door Sint-Remaclus. Deze heilige zou in een steen bij de bron een sandaalafdruk hebben gezet. In de middeleeuwen werden er aan de bron vruchtbare eigenschappen toegeschreven, de plaats waar jonggehuwden steriliteit konden laten verhelpen door het drinken van het water en het plaatsen van de voet in de sandaalafdruk.
In 1559 werd de bron afgebeeld als plek die nog niet ontwikkeld was.
In 1612 werd de bron voorzien van een balustrade.
In 1651 bouwde baron de Groesbeek een kleine constructie om de tweede bron op deze locatie, de Groesbeekbron, te beschermen. De Sauvenièrebron werd bijna door de Groesbeekbron verdrongen na een aardbeving in 1692, maar herstelde zich.
In 1734 werd de Sauvenièrebron in een ets afgebeeld zijnde omgeven door een ronde muur met daarbinnen een losstaande nis. Achter de Sauvenièrebron werd de Groesbeekbron afgebeeld. Aan weerszijden van de Groesbeekbron bevond zich een trap die aan de linkerzijde naar een klein terras in het bos leidde en aan de rechterzijde naar de Salamanquekapel.
In 1753 was de Salamanquekapel verdwenen en werd er een gebouw gebouwd in Lodewijk XIV-stijl. Ook werd er een galerij gebouwd met houten pilaren, gedekt door leisteen, met boven de bron een kiosk met piramidaal dak.
In 1980 werd het gebied rondom de bron gerenoveerd.

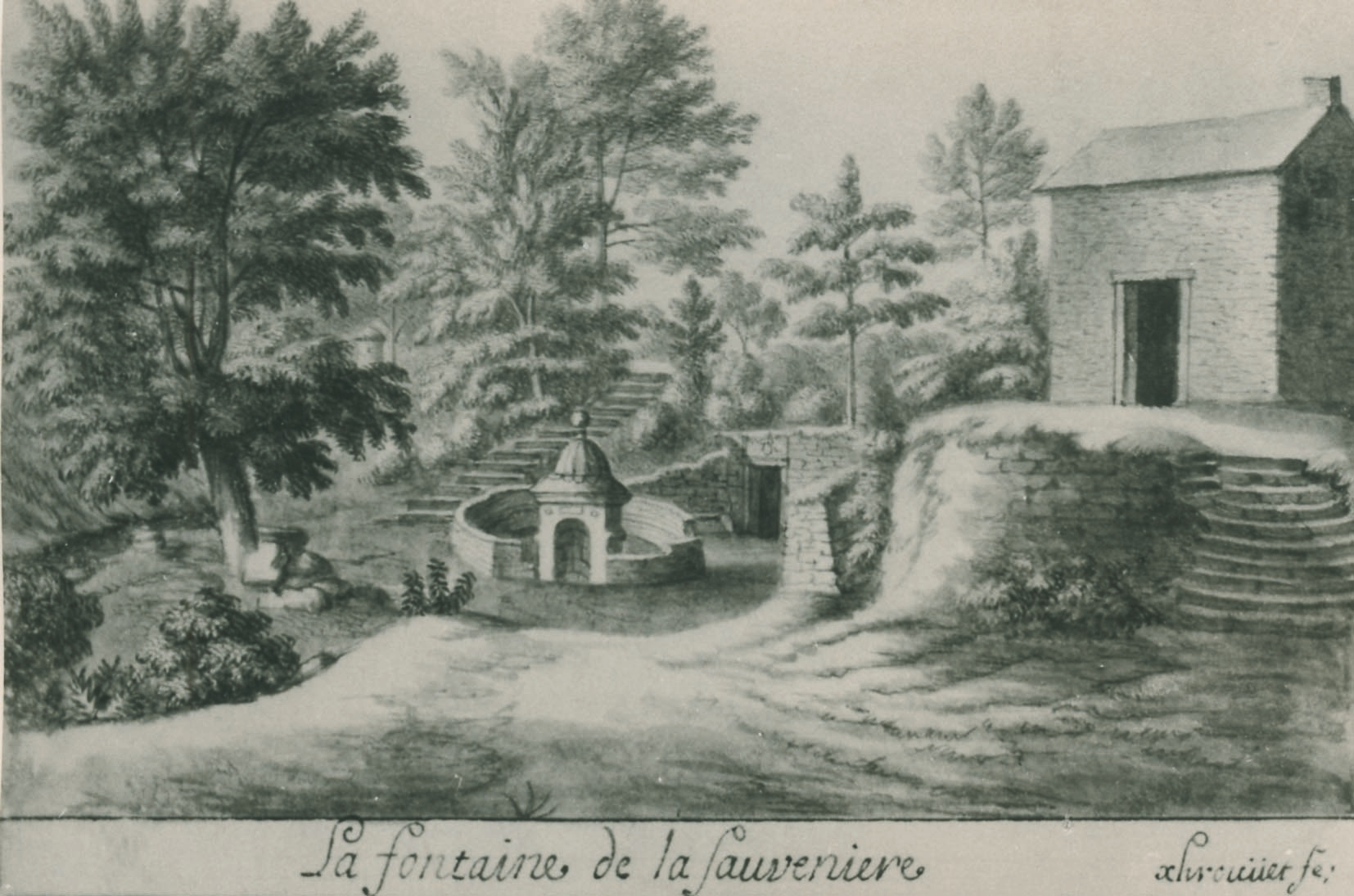
De twee bronnen rond 1735
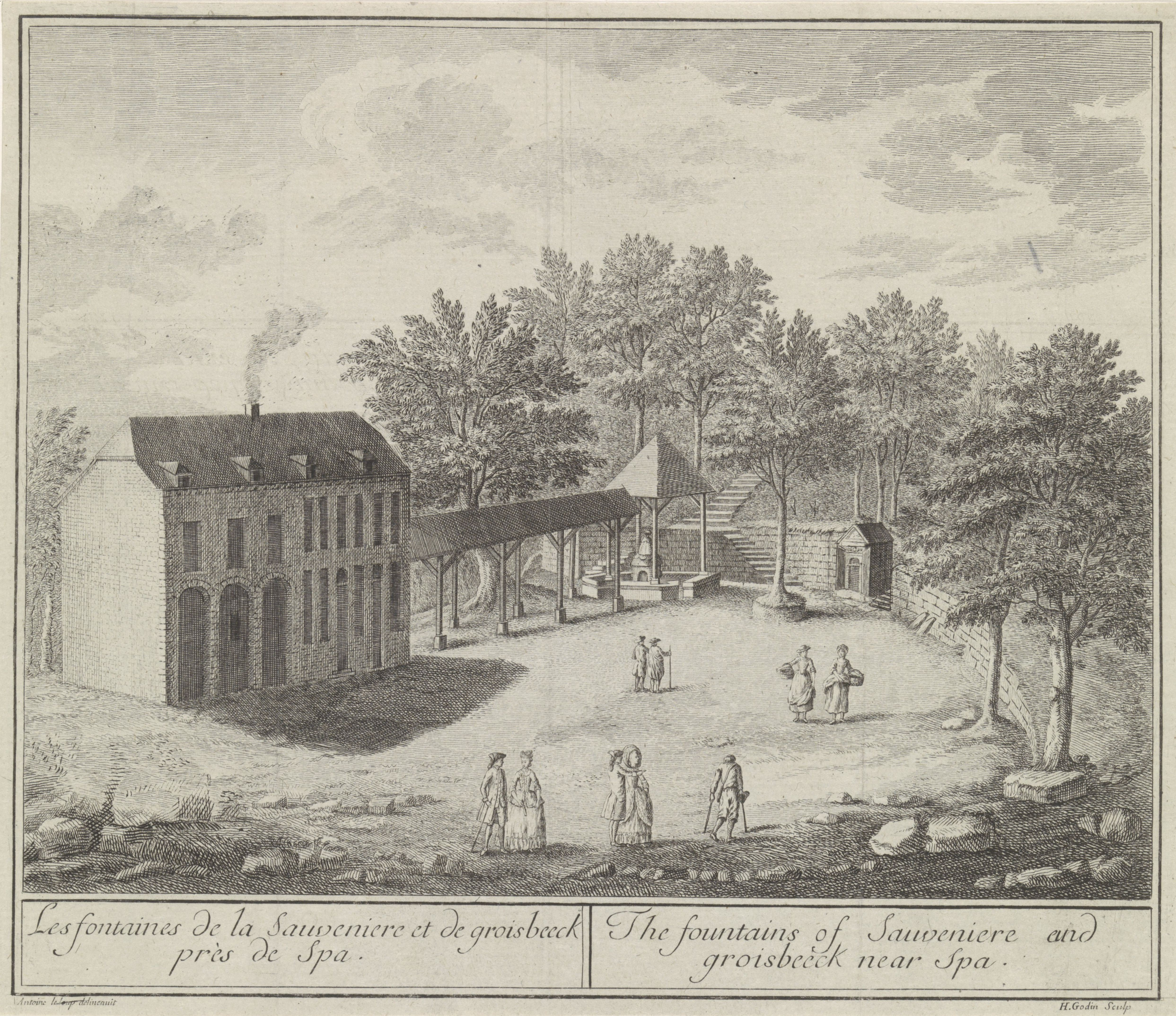
De twee bronnen in de 18e eeuw
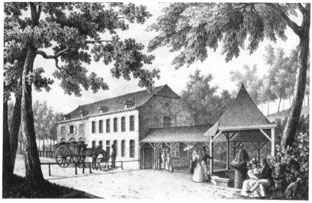
1825

## Complex
Het broncomplex bestaat uit een gebouw in het noordwesten, thans in gebruik als restaurant, van waaruit een overdekte galerij in zuidoostelijke richting loopt, een haakse bocht naar rechts maakt om uit te komen bij de bron. Deze is overdekt met een achtzijdig piramidedak en wordt omgeven door een ommuring. De bron ligt verlaagd en er is een nis met put gebouwd.
In een zijmuur van de verlaging komt ook de verlenging van de Groesbeekbron uit via een kraan.

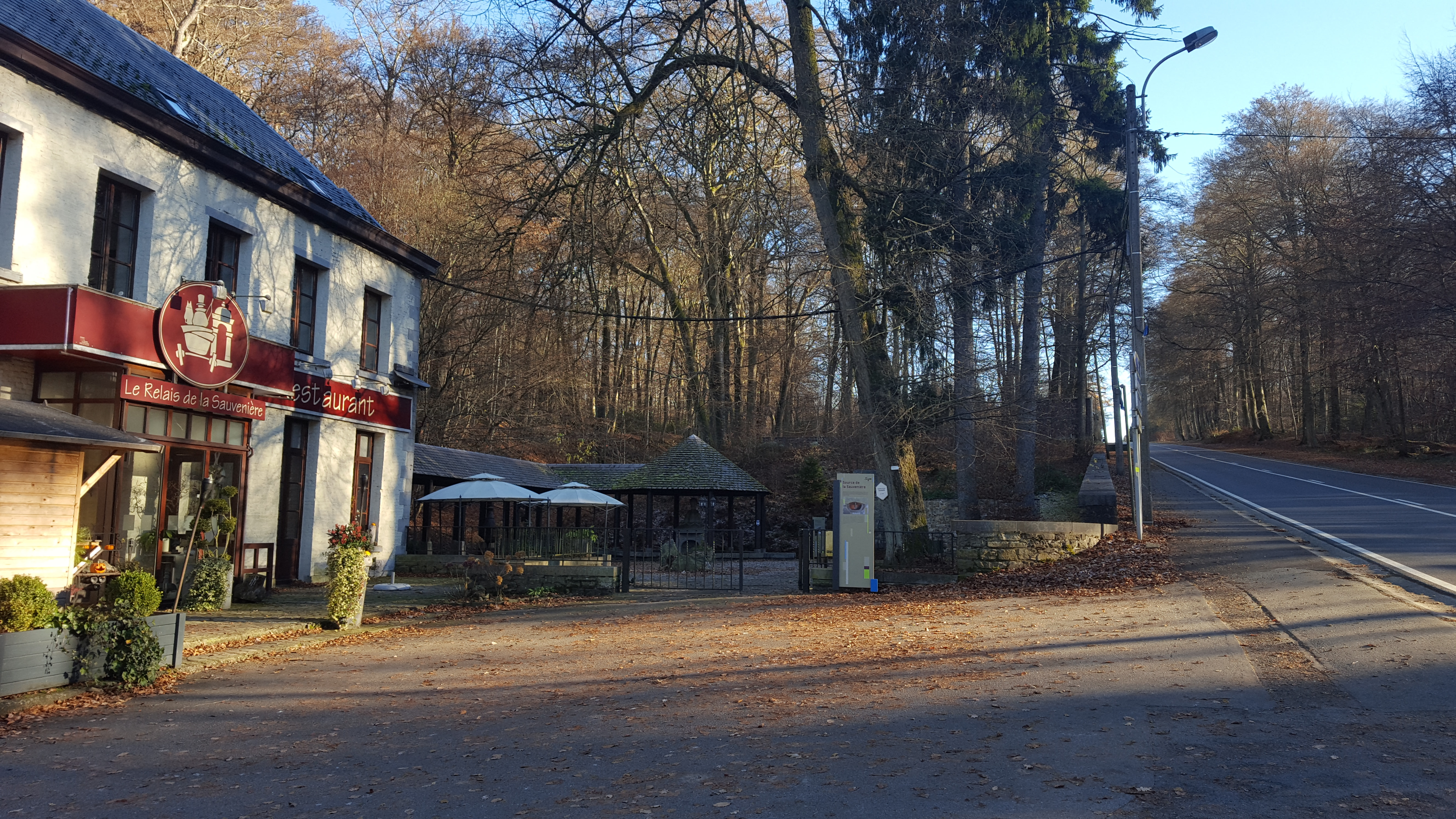
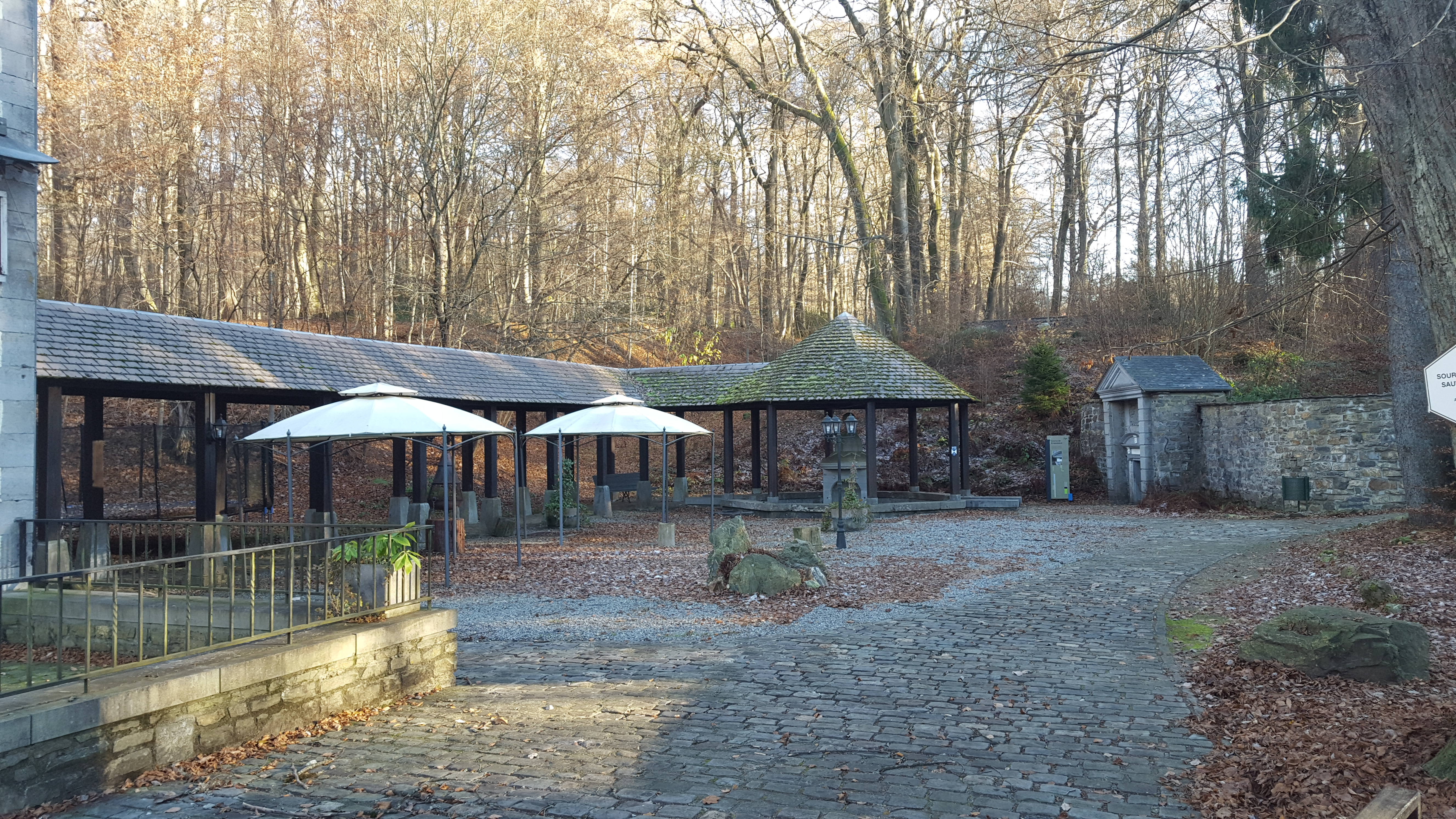
Links de Sauvenièrebron met galerij, rechts de Groesbeekbron
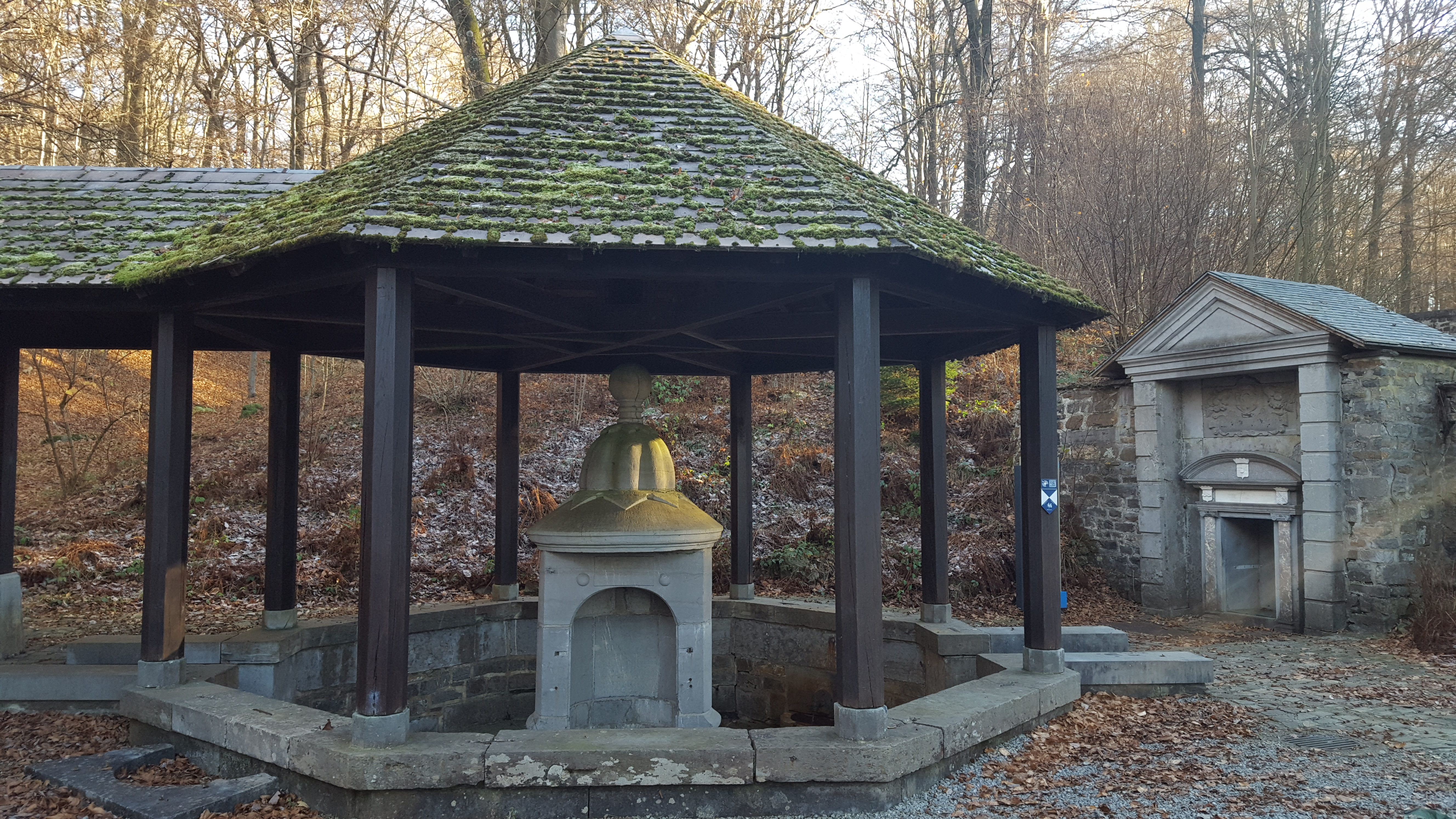
Links de Sauvenièrebron, rechts de Groesbeekbron
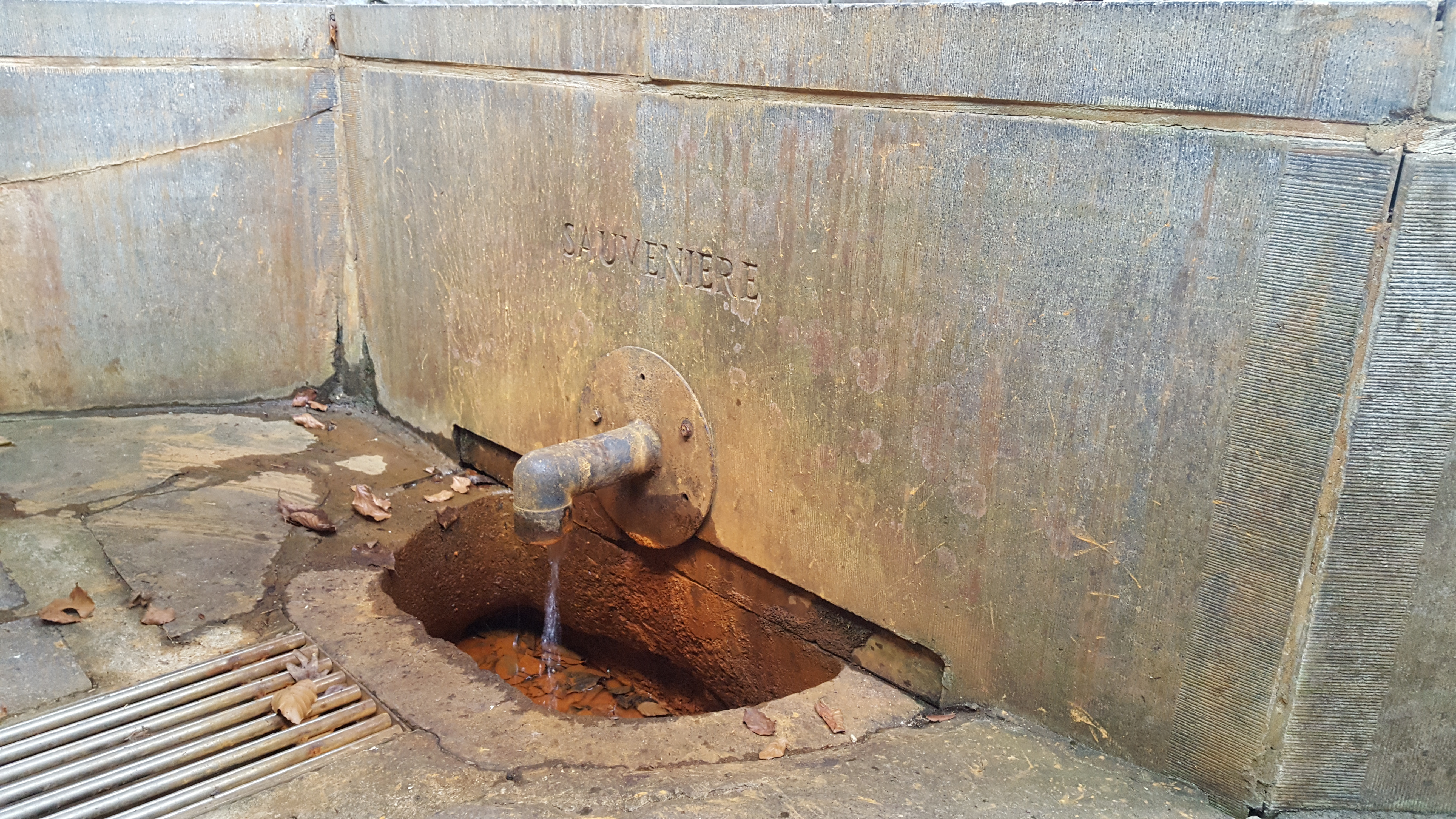
Vanuit het bronhuisje gaat het water door een pijpje en komt het hier naar buiten
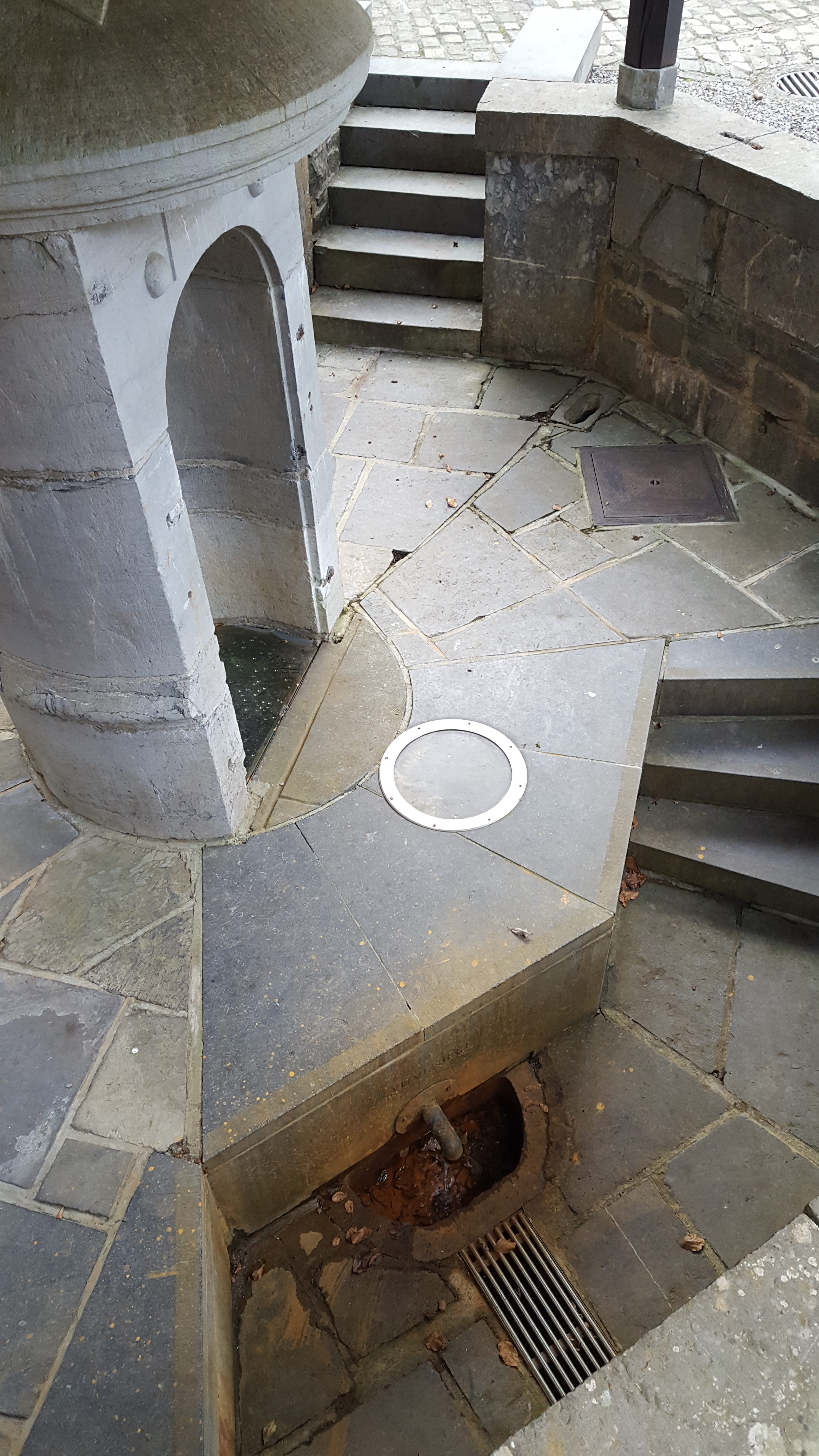
Wie zijn voet plaatst in de sandaalafdruk...
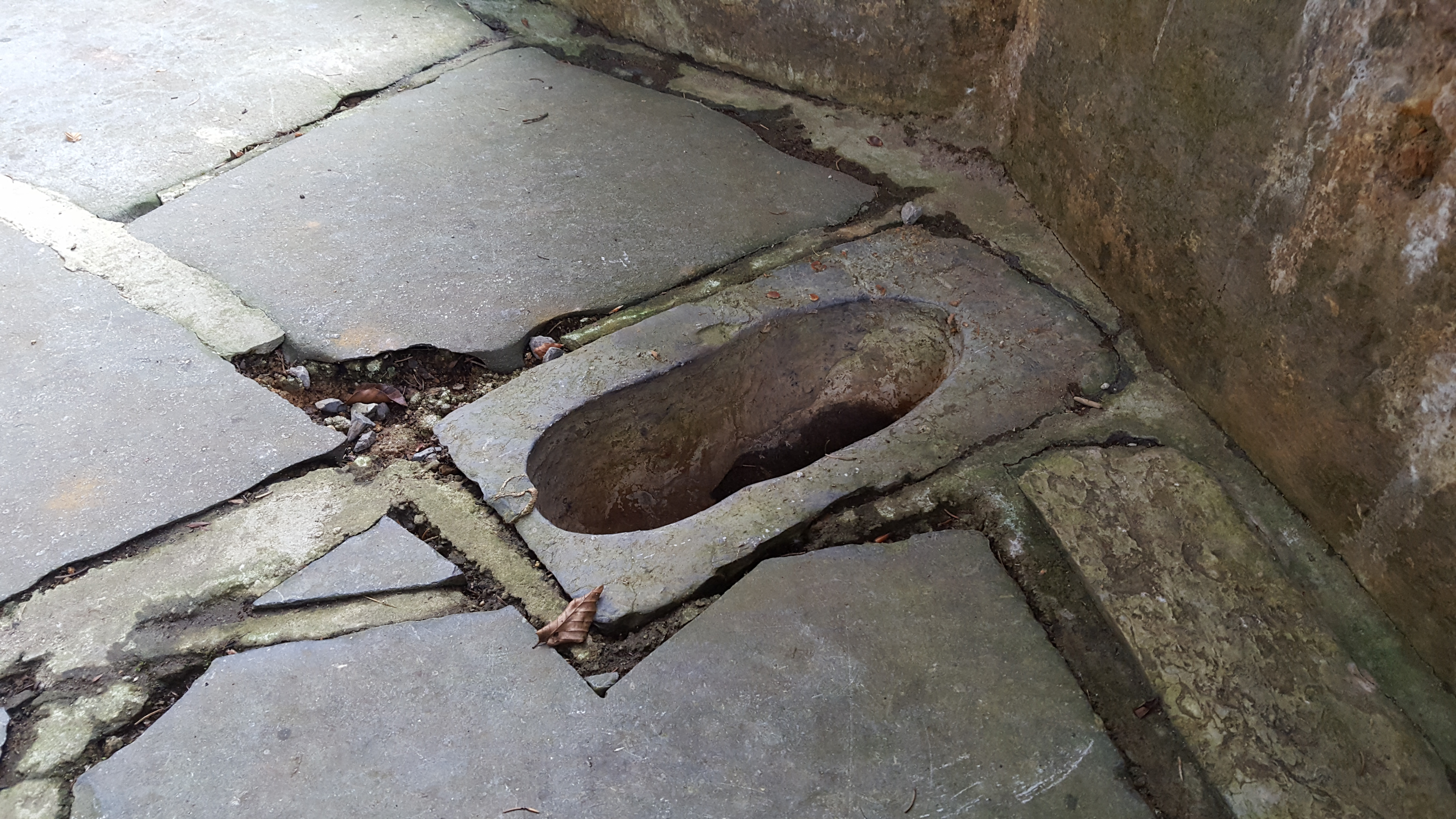